# Maradgi S.Andola, Jevargi
Maradgi S.Andola là một làng thuộc tehsil Jevargi, huyện Gulbarga, bang Karnataka, Ấn Độ.